# أنابيل (مغنية)
أنابيل (باليابانية: Annabel) هي مغنية يابانية، ولدت في 18 مارس 1984 في بوينس آيرس في الأرجنتين.

## وصلات خارجية
- الموقع الرسمي
- أنابيل على موقع ميوزك برينز (الإنجليزية)
- أنابيل على موقع ANN person (الإنجليزية)